# قاعدة تشكالوفسكي الجوية
قاعدة تشكالوفسكي الجوية (إياتا: CKL، إيكاو: UUMU) هي قاعدة جوية عسكرية تقع بالقرب من مدينة شتشايولكوفو ،موسكو أوبلاست في روسيا. وتبعد حوالي 31 كم شمال شرق موسكو.
يوفر مطار تشيكوليسكي الدعم الجوي لمدينة ستار سيتي في روسيا التي يقع فيها مركز يوري غاغارين لتدريب رواد الفضاء  ولعناصر أخرى من برنامج الفضاء السوفيتي ووكالة الفضاء الفيدرالية الروسية. كما أن المطار هو قاعدة نقل رئيسية ،حيث يشتمل القسم الثامن منه على طائرات من طراز أنتونوف أن-12، وأنتونوف أن-72، وتوبوليف تو 154، وإليوشن إي أل-76، وإليوشن إل-80.
في 23 يوليو سنة 1977 استلم مطار تشيكوليسكي أول طائرة للإتحاد السوفيتي من طراز إليوشن إي أل-76 وتم إستخدامها لتدريب رواد الفضاء. وفي 27 مارس 1968 توفي يوري غاغارين وفلاديمير سيريوجين في حادث طائرة من طراز ميكويان جيروفيتش ميج 15 التي أقلعت من هذه القاعدة وتحطمت بالقرب من بلدة كيرزهاش (على بعد 135 كم شرق موسكو).
لهذا المطار اسم آخر وهو مطار تشيكالاسكوي. وهو الاسم الشائع والمتداول ويستخدم تجنبا للخلط بين اسم المطار وكلًا من مطار كالينينغراد تشكالوفسك ومطار أومسك تشكالوفسك.